# Окрема дивізія оперативного призначення
Окрема орденів Жукова, Леніна і Жовтневої Революції Червонопрапорна дивізія оперативного призначення імені Ф. Е. Дзержинського військ національної гвардії Російської Федерації (ОДОП) (рос. Отдельная дивизия оперативного назначения, рос. ОДОН)— елітне військове з'єднання Військ Національної гвардії Росії.
До завдань дивізії входить охорона громадського порядку у Москві й Московської області, боротьба з тероризмом та екстремізмом, а у воєнний час — охорона важливих державних об'єктів.
Основні сили дивізії розквартировані у Балашисі-15, Московська область. Командир — генерал-майор Микола Анатолійович Кузнєцов (з 9 липня 2021). Умовне найменування — в/ч № 3111.

## Історія
Дивізія веде свою історії з 17 червня 1924 року, коли на базі Загону особливого призначення при ВНК була створена Дивізія особливого призначення (ДОП) при Колегії ОГПУ СРСР.
Дивізія Дзержинського брала участь в Параді Перемоги: військовослужбовці 2-го полку кидали до Мавзолею трофейні прапори і штандарти. 29 осіб зараховано навічно в списки формувань дивізії.
До лютого 1994 року з'єднання мало повне дійсне найменування — Окрема орденів Леніна й Жовтневої Революції Червонопрапорна мотострілецька дивізія особливого призначення імені Фелікса Едмундовича Дзержинського (ОМСДОП). Після переформування згадка імені Ф. Е. Дзержинського зникла з офіційного найменування дивізії, однак у вересні 2014 року було повернуто.

## Застосування дивізії
З урахуванням штатної чисельності, матеріально-технічного забезпечення й рівня бойової підготовки особового складу, дивізія в змозі самостійно виконувати як карательні, так й загальновійськові завдання. Досвід особового складу у ліквідації громадського спротиву, участі в контртерористичних операціях, свідчить про високої бойової готовності з'єднання. Дивізія повністю моторизована, мобільна, знаходиться в постійній бойовій готовності. Протягом короткого часу частини ОДОП можуть бути перекинуті повітряним транспортом в будь-яку точку Росії для придушення раптово виникаючого спротиву.
Частини дивізії брали участь у спеціальних заходах, що мали місце у Вірменії, Азербайджані, Нагірному Карабасі, Середньої Азії, Північної Осетії, Чечні, Дагестані. В даний час зведені підрозділи дивізії продовжують брати участь в контртерористичних операціях на Північному Кавказі. За мужність й героїзм, проявлені при виконанні військового обов'язку тисячі військовослужбовців дивізії нагороджені орденами й медалями СРСР та РФ, а 19 — удостоєні звання Герой Російської Федерації.
Військовослужбовці дивізії спільно з підрозділами ГУВС по місту Москва й ГУВС по Московській області несуть службу з охорони громадського порядку й забезпечення громадської безпеки під час проведення у Москві та Московській області суспільно-політичних, культурно-масових та спортивних заходів, патрульно-постову службу.
Зведений батальйон ОДОП брав участь у забезпеченні безпеки при проведенні саміту АТЕС в 2012 році у Владивостоці, XXVII Всесвітньої літньої Універсіади — 2013 у Казані.
Парадний розрахунок ОДОП традиційно представляє Війська Національної Гвардії Російської Федерації на параді Перемоги на Красній площі. Частини дивізії беруть участь в урочистих заходах, присвячених Дню пам'яті і скорботи 22 червня і параду 7 листопада 1941 року.
В період проведення Чемпіонату світу з футболу FIFA-2018 підрозділи дивізії одночасно здійснювали охорону громадської безпеки у Москві й Калінінграді.

## Склад

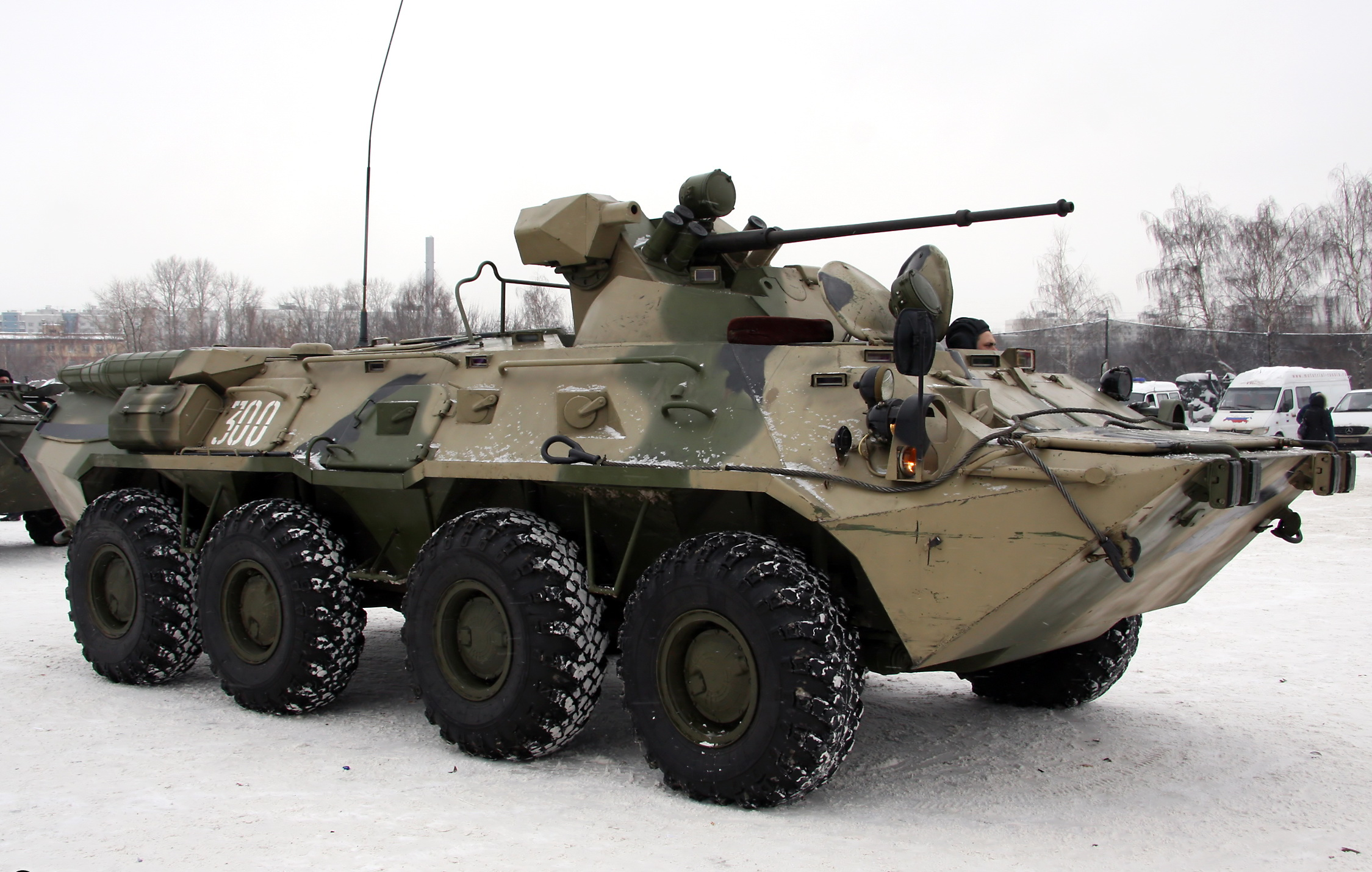
БТР-80А зі складу дивізії

До складу дивізії входять наступні формування (за станом на 11.04.2014 р):
- Військова частина 3111 — штаб дивізії;
- 604-й Червонопрапорний центр спеціального призначення, в/ч 3179 (колишні 1-й полк оперативного призначення, загони спеціального призначення «Витязь» і «Русь»);
- 2-й ордена Кутузова полк оперативного призначення, в/ч 3186;
- 4-й полк оперативного призначення, в/ч 3419;
- 5-й полк оперативного призначення, в/ч 3500;
- 16 центр по підготовці особового складу, в/ч 3421;
- окремий батальйон зв'язку, в/ч 3128;
- окремий ремонтно-відновлювальний батальйон, в/ч 3187;
- окремий медико-санітарний батальйон, в/ч 3532;
- 441-й окремий батальйон забезпечення, в/ч 6909;
- 752-й окремий інженерно-саперний батальйон, в/ч 6923;
- 344-й окремий комендантську батальйон, в/ч 6771;
- 319-й окремий батальйон з охорони і забезпечення навчальних центрів (навчальні центри сельці Нова та місті Ногінськ[3] . Московської області), в/ч 3058;
- 4-та окрема рота РХБ захисту, в/ч 3401;
- гарнізонна квартирно-експлуатаційна частина, в/ч 3492;
- Гарнізонний будинок офіцерів «Реутово».

Також на території дивізії розташовані:
- Головний військовий клінічний госпіталь внутрішніх військ МВС Росії (в/ч 3178);
- Центральний вузол зв'язку внутрішніх військ МВС Росії (в/ч 3472);
- Головний центр автоматизованої системи управління внутрішніх військ МВС Росії (в/ч 3601);
- Центр інженерного-технічного забезпечення внутрішніх військ МВС Росії (в/ч 6686).

## Командири дивізії
- Будніков, Олександр Вікторович, генерал-майор (лютий 1994—1995)
- Тихонов, Геннадій Єгорович, генерал-майор (1995—1998)
- Манюта, Володимир Олександрович, полковник (1998—1999)
- Турапін, Микола Дмитрович, генерал-майор (1999—2002)
- Меліков, Сергій Алимович, генерал-майор (2002—2008)
- Бобков, Павло Борисович, генерал-майор (2008—2010)
- Піддубний, Ігор Геннадійович, генерал-майор (2010—2013)
- Захаров, Сергій Юрійович, генерал-майор — (2013—2016)
- Черепанов, Дмитро Володимирович, генерал майор — (з 26.10.2016)[4]